# Wrzosy Pomorskie
Wrzosy Pomorskie – zlikwidowany przystanek kolejowy, położony dawniej w Szczecinie, w województwie zachodniopomorskim, w Polsce.